# NGC 2370
NGC 2370 ist eine Balken-Spiralgalaxie vom Hubble-Typ SBc im Sternbild Zwillinge auf der Ekliptik. Sie ist schätzungsweise 243 Millionen Lichtjahre von der Milchstraße entfernt.
Das Objekt wurde am 10. November 1864 von dem Astronomen Albert Marth entdeckt.